# Михайлівка (Тернопільський район)
Миха́йлівка — село в Україні, у Підгаєцькій міській громаді Тернопільського району Тернопільської області. Розташоване в південній частині району. До 2020 року підпорядковане Бронгалівській сільраді. До 1990 року належало до Теребовлянського району. 
Населення — 114 осіб (2001).

## Географія
Є ставок, викопаний у 1912 році.

## Історія
Село засноване 1701 року. У XVIII ст. в селі діяв монастир святих Петра і Павла ЧСВВ.
У 2-й половині XIX ст. у Михайлівці працював дошкільний заклад, який заснувала княгиня Марцеліна Чорторийська.
Діяли українські товариства «Просвіта», «Сокіл», «Союз українок».
12 червня 2020 року, відповідно до розпорядження Кабінету Міністрів України № 724-р «Про визначення адміністративних центрів та затвердження територій територіальних громад Тернопільської області» увійшло до складу Підгаєцької міської громади.
19 липня 2020 року, в результаті адміністративно-територіальної реформи та ліквідації Теребовлянського району, село увійшло до складу Тернопільського району.

## Населення
За переписом населення України 2001 року в селі мешкало 114 осіб. 100 % населення вказало своєю рідною мовою українську мову.

## Пам'ятки
Є церква Собору Пресвятої Богородиці (1830, кам'яна).
Встановлено пам'ятний хрест на честь скасування панщини 1848 р., насипана символічна могила Борцям за волю України (1997).

## Соціальна сфера
Працюють клуб, бібліотека, ФАП.

## Відомі люди
У Михайлівці народився філософ, публіцист, громад. діяч Петро Гой (1925—2001 р.р.), Професор, проректор, ректор Українського Вільного Університету у Мюнхені (Німеччина). Співорганізатор та Голова Фундації УВУ з осідком у Нью-Йорку (1977—2001 рр.). Організатор та провідник студійної програми «Стежками батьків по Європі» протягом одинадцяти років. Активний громадсько-політичний діяч. Помер у США 2001 р.

## Галерея

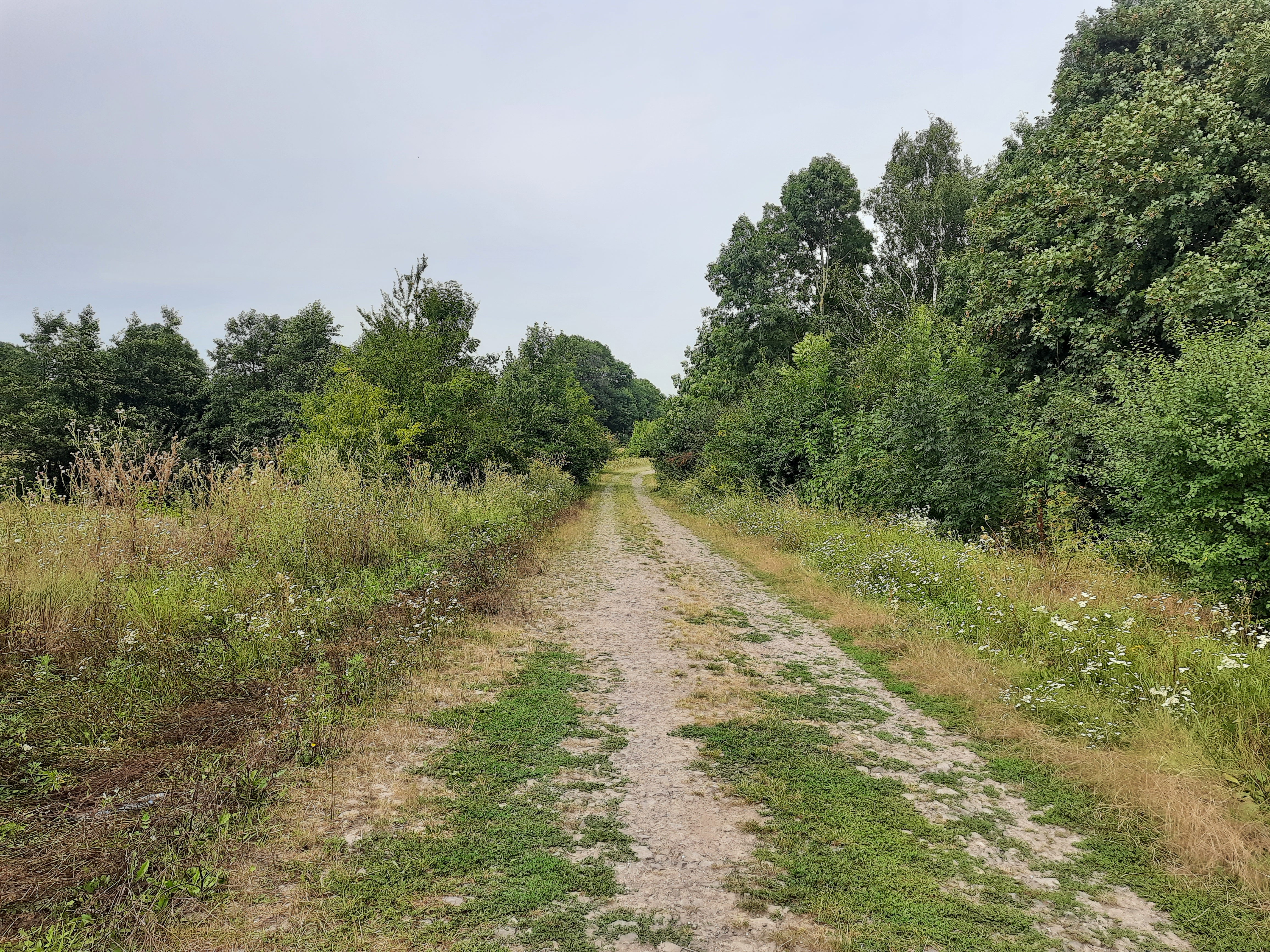
Дорога в село
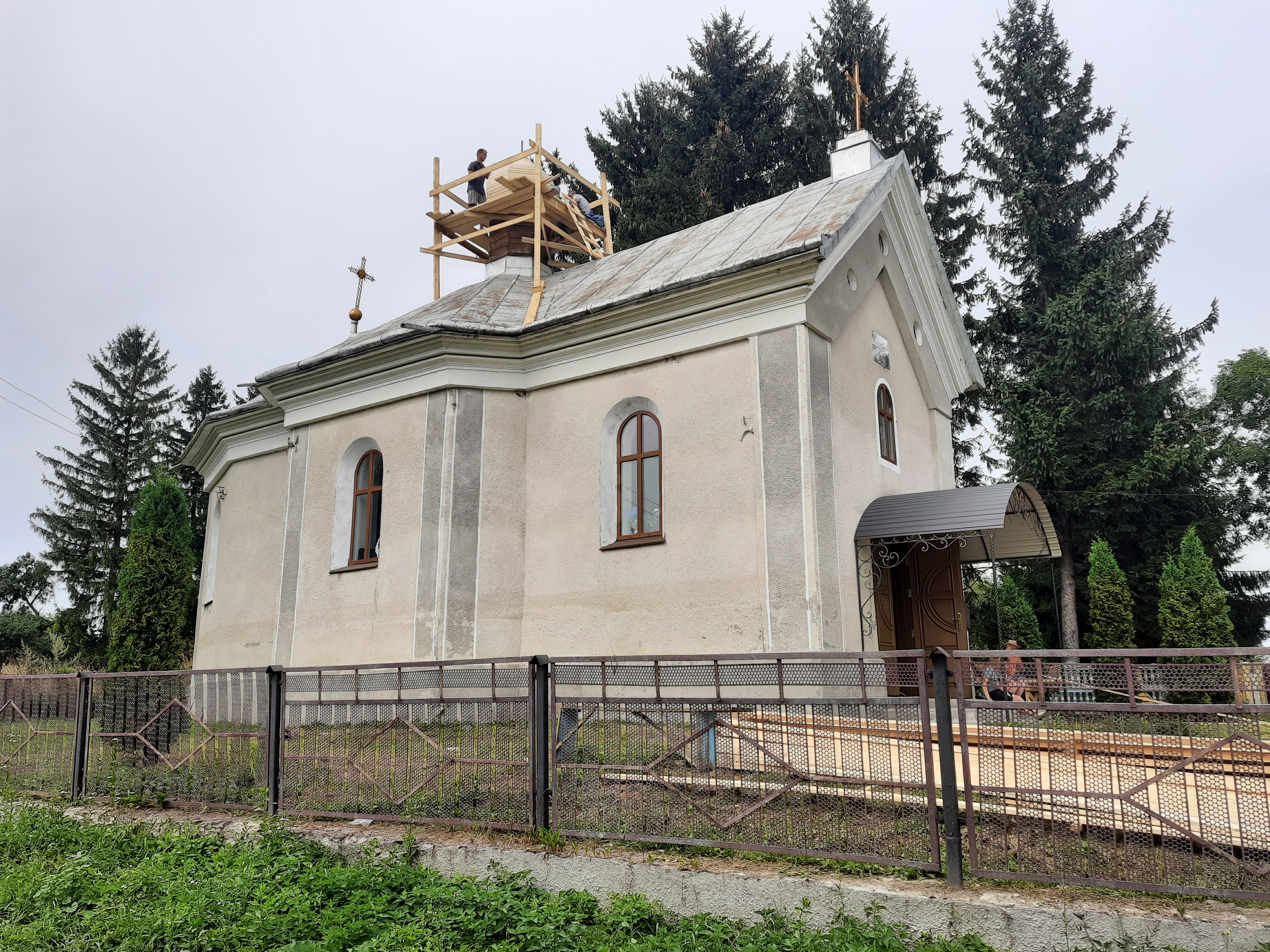
Церква Пресвятої Богородиці 1830р
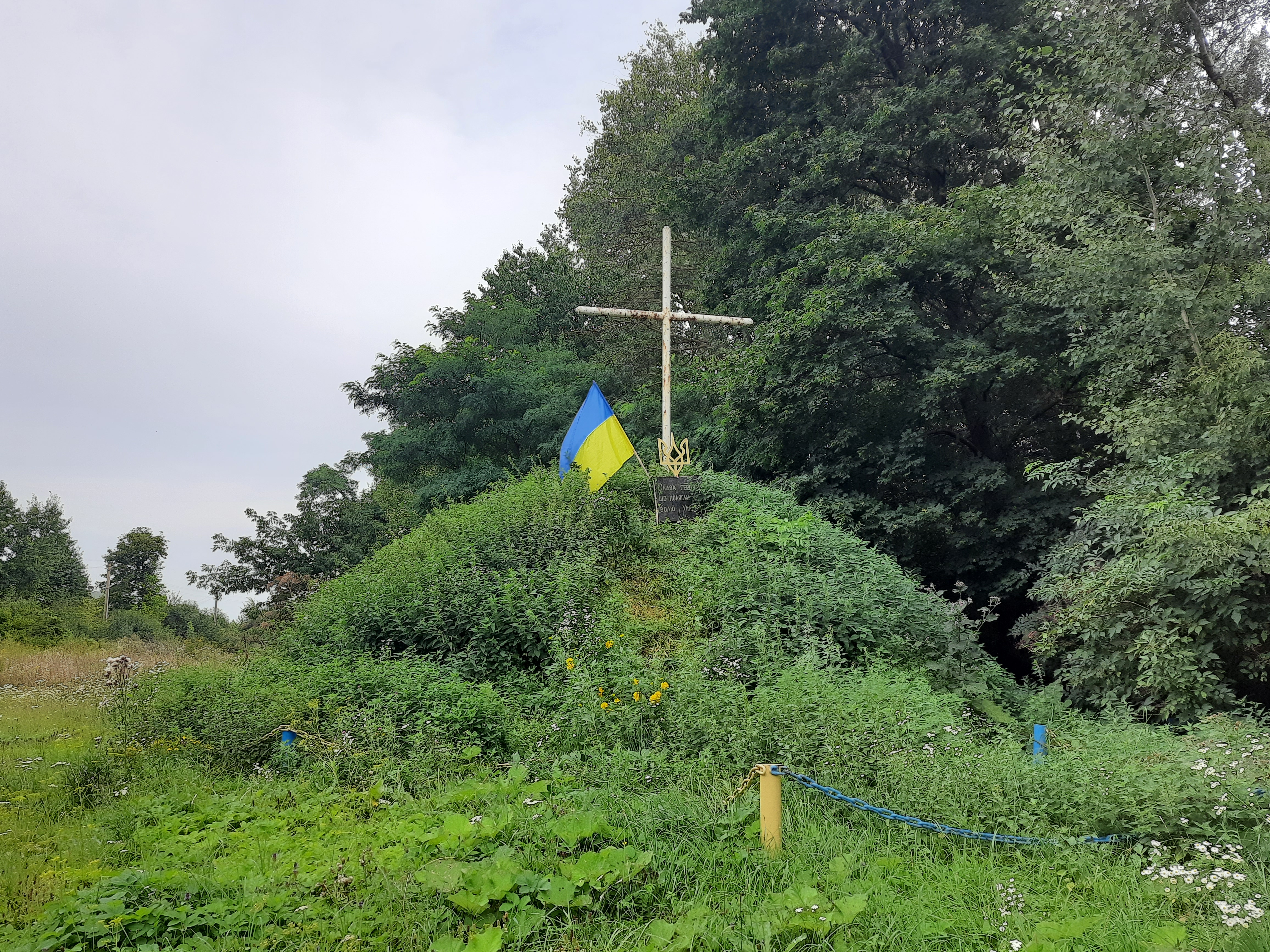
Символічна могила Борцям за волю України
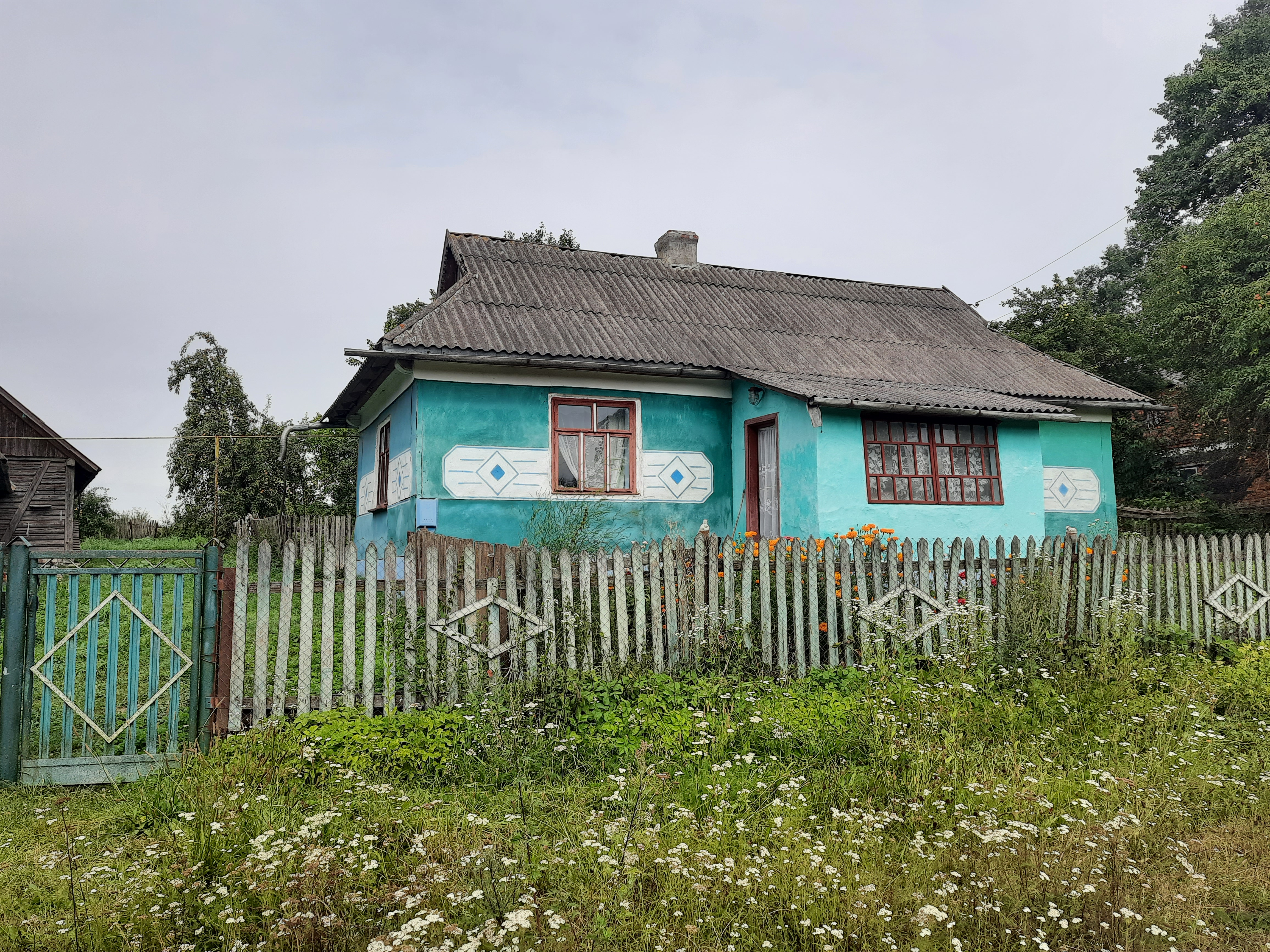
Сільська оселя
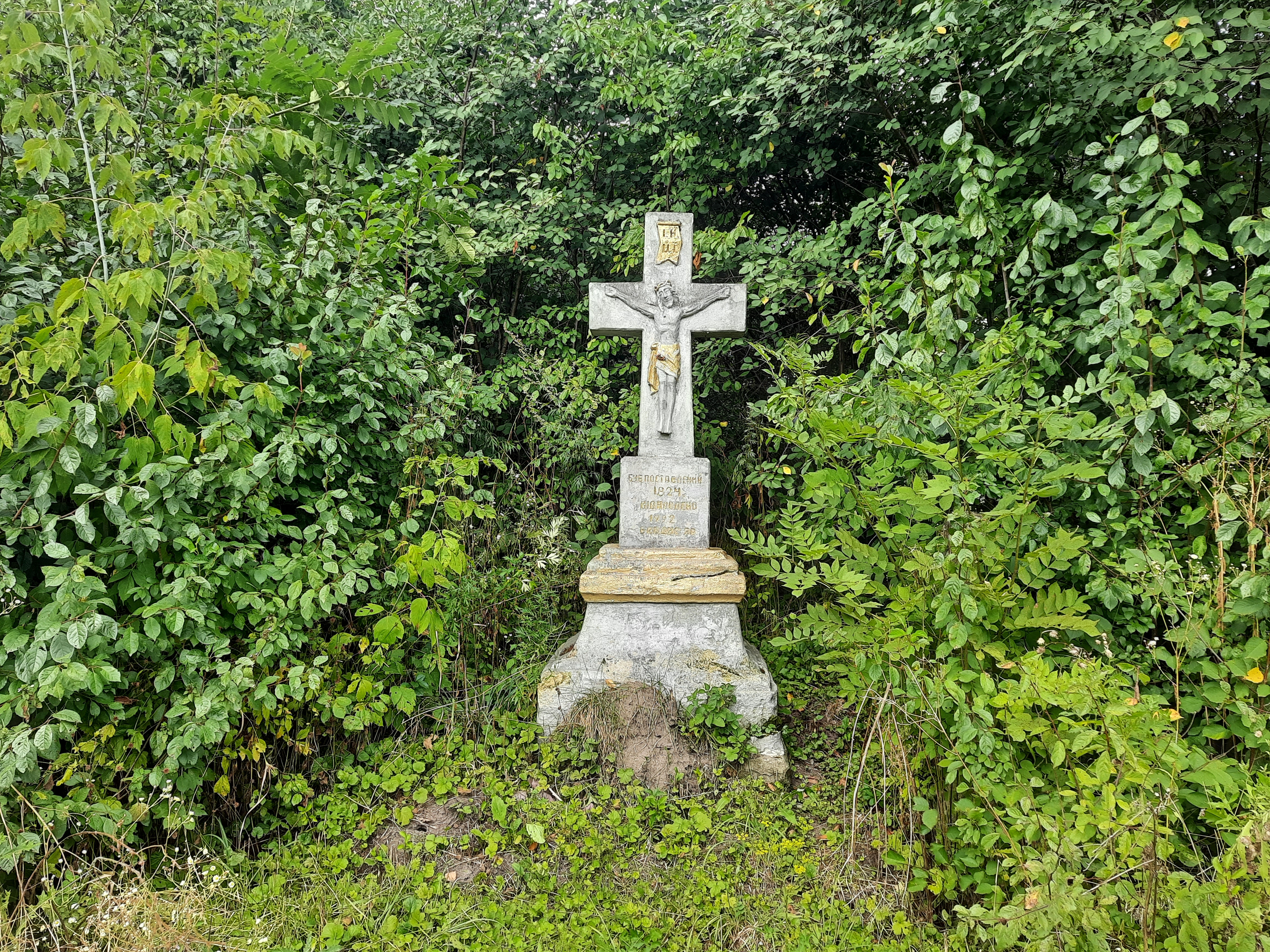
Пам'ятний хрест